# استوارت پارک، قلمرو شمالی
استوارت پارک (به انگلیسی: Stuart Park) یک حومه شهر در استرالیا است که در قلمرو شمالی (استرالیا) واقع شده‌است.